# Nederlandse kampioenschappen schaatsen afstanden vrouwen
De Nederlandse kampioenschappen afstanden (kortweg NK Afstanden) worden sinds 1987 jaarlijks georganiseerd door de KNSB. Hierbij wordt om de nationale titels op de 500, 1000, 1500, 3000 en 5000 meter gestreden.
De laatste jaren is het toernooi meestal de eerste grote wedstrijd die eind oktober/begin november op de kalender staat en wordt het tevens gebruikt als kwalificatietoernooi voor de eerste serie wereldbekerwedstrijden in november en december. Uitzonderingen hierop zijn de NK's van 2016, 2017, 2019 en 2020 toen ze tussen kerst en nieuwjaar verreden werden, al dan niet als kwalificatiemoment voor volgende toernooien. De editie van 2023 werd in februari verreden en fungeerde als kwalificatietoernooi voor de WK afstanden in maart. Doorgaans wordt twee weken voorafgaand aan het NK Afstanden een selectiewedstrijd gehouden (de IJsselcup) waar men zich voor het NK kan plaatsen, vanaf het seizoen 2010/11 valt deze selectiewedstrijd samen met de eerste Holland Cup. De top van de vorige editie is direct geplaatst.
Het toernooi van 1997 kende een opmerkelijke uitslag vanwege de afwezigheid van de meeste toppers, die verkozen deelname aan een wereldbekerwedstrijd die in hetzelfde weekend werd gehouden. De editie van 2006 werd gebruikt als kwalificatie voor de Olympische Winterspelen van 2006 in Turijn en werd daardoor ook wel Olympisch Kwalificatie Toernooi (OKT) genoemd.

## Medaillewinnaars

### 500 meter
| Jaar | Plaats     | Goud              | Zilver               | Brons               |
| ---- | ---------- | ----------------- | -------------------- | ------------------- |
| 1987 | Den Haag   | Ingrid Haringa    | Yvonne van Gennip    | Christine Aaftink   |
| 1988 | Heerenveen | Ingrid Haringa    | Christine Aaftink    | Herma Meijer        |
| 1989 | Heerenveen | Herma Meijer      | Marieke Stam         | Christine Aaftink   |
| 1990 | Heerenveen | Christine Aaftink | Herma Meijer         | Sandra Voetelink    |
| 1991 | Haarlem    | Christine Aaftink | Marieke Stam         | Anita Loorbach      |
| 1992 | Heerenveen | Christine Aaftink | Sandra Voetelink     | Anita Loorbach      |
| 1993 | Deventer   | Christine Aaftink | Herma Meijer         | Renske Vellinga     |
| 1994 | Heerenveen | Christine Aaftink | Sandra Voetelink     | Sandra Zwolle       |
| 1995 | Den Haag   | Christine Aaftink | Anita Loorbach       | Sandra Zwolle       |
| 1996 | Groningen  | Christine Aaftink | Marianne Timmer      | Andrea Nuyt         |
| 1997 | Den Haag   | Judith Straathof  | Frouke Oonk          | Andrea Nuyt         |
| 1998 | Heerenveen | Andrea Nuyt       | Marianne Timmer      | Sandra Zwolle       |
| 1999 | Groningen  | Andrea Nuyt       | Marianne Timmer      | Sandra Zwolle       |
| 2000 | Deventer   | Andrea Nuyt       | Marianne Timmer      | Frouke Oonk         |
| 2001 | Den Haag   | Andrea Nuyt       | Marianne Timmer      | Christine Heins     |
| 2002 | Groningen  | Andrea Nuyt       | Marianne Timmer      | Yvonne Leever       |
| 2003 | Utrecht    | Marianne Timmer   | Andrea Nuyt          | Yvonne Leever       |
| 2004 | Heerenveen | Marianne Timmer   | Andrea Nuyt          | Yvonne Leever       |
| 2005 | Assen      | Marianne Timmer   | Frouke Oonk          | Annette Gerritsen   |
| 2006 | Heerenveen | Marianne Timmer   | Annette Gerritsen    | Sanne van der Star  |
| 2007 | Assen      | Margot Boer       | Marianne Timmer      | Annette Gerritsen   |
| 2008 | Heerenveen | Annette Gerritsen | Margot Boer          | Marianne Timmer     |
| 2009 | Heerenveen | Annette Gerritsen | Margot Boer          | Thijsje Oenema      |
| 2010 | Heerenveen | Annette Gerritsen | Margot Boer          | Marianne Timmer     |
| 2011 | Heerenveen | Margot Boer       | Laurine van Riessen  | Marrit Leenstra     |
| 2012 | Heerenveen | Thijsje Oenema    | Margot Boer          | Annette Gerritsen   |
| 2013 | Heerenveen | Thijsje Oenema    | Margot Boer          | Laurine van Riessen |
| 2014 | Heerenveen | Margot Boer       | Laurine van Riessen  | Thijsje Oenema      |
| 2015 | Heerenveen | Margot Boer       | Thijsje Oenema       | Bo van der Werff    |
| 2016 | Heerenveen | Margot Boer       | Janine Smit          | Marrit Leenstra     |
| 2017 | Heerenveen | Jorien ter Mors   | Floor van den Brandt | Anice Das           |
| 2018 | Heerenveen | Jorien ter Mors   | Marrit Leenstra      | Sanneke de Neeling  |
| 2019 | Heerenveen | Janine Smit       | Letitia de Jong      | Jutta Leerdam       |
| 2020 | Heerenveen | Jutta Leerdam     | Letitia de Jong      | Femke Kok           |
| 2021 | Heerenveen | Femke Kok         | Jutta Leerdam        | Marrit Fledderus    |
| 2022 | Heerenveen | Jutta Leerdam     | Femke Kok            | Michelle de Jong    |
| 2023 | Heerenveen | Femke Kok         | Jutta Leerdam        | Michelle de Jong    |
| 2024 | Heerenveen | Femke Kok         | Jutta Leerdam        | Marrit Fledderus    |
| 2025 | Heerenveen | Femke Kok         | Angel Daleman        | Jutta Leerdam       |

### 1000 meter
| Jaar | Plaats     | Goud                 | Zilver                    | Brons                     |
| ---- | ---------- | -------------------- | ------------------------- | ------------------------- |
| 1987 | Den Haag   | Petra Moolhuizen     | Yvonne van Gennip         | Christine Aaftink         |
| 1988 | Heerenveen | Ingrid Haringa       | Anja Bollaart             | Marga Preuter             |
| 1989 | Heerenveen | Ingrid Haringa       | Christine Aaftink         | Sandra Voetelink          |
| 1990 | Heerenveen | Christine Aaftink    | Anita Loorbach            | Marieke Stam              |
| 1991 | Haarlem    | Christine Aaftink    | Marieke Stam              | Anita Loorbach            |
| 1992 | Heerenveen | Christine Aaftink    | Sandra Voetelink          | Herma Meijer              |
| 1993 | Deventer   | Christine Aaftink    | Renske Vellinga           | Leontine van Meggelen     |
| 1994 | Heerenveen | Christine Aaftink    | Marianne Timmer           | Sandra Zwolle             |
| 1995 | Den Haag   | Sandra Zwolle        | Christine Aaftink         | Leontine van Meggelen     |
| 1996 | Groningen  | Sandra Zwolle        | Christine Aaftink         | Marianne Timmer           |
| 1997 | Den Haag   | Judith Straathof     | Frouke Oonk               | Andrea Nuyt               |
| 1998 | Heerenveen | Marianne Timmer      | Annamarie Thomas          | Sandra Zwolle             |
| 1999 | Groningen  | Marianne Timmer      | Tonny de Jong             | Annamarie Thomas          |
| 2000 | Deventer   | Marianne Timmer      | Andrea Nuyt               | Sandra 't Hart            |
| 2001 | Den Haag   | Andrea Nuyt          | Marianne Timmer           | Tonny de Jong             |
| 2002 | Groningen  | Marianne Timmer      | Renate Groenewold         | Andrea Nuyt               |
| 2003 | Utrecht    | Marianne Timmer      | Renate Groenewold         | Annamarie Thomas          |
| 2004 | Heerenveen | Marianne Timmer      | Annamarie Thomas          | Andrea Nuyt               |
| 2005 | Assen      | Marianne Timmer      | Renate Groenewold         | Annamarie Thomas          |
| 2006 | Heerenveen | Ireen Wüst           | Marianne Timmer           | Annette Gerritsen         |
| 2007 | Assen      | Ireen Wüst           | Annette Gerritsen         | Marianne Timmer           |
| 2008 | Heerenveen | Paulien van Deutekom | Annette Gerritsen         | Ireen Wüst                |
| 2009 | Heerenveen | Paulien van Deutekom | Annette Gerritsen         | Natasja Bruintjes         |
| 2010 | Heerenveen | Annette Gerritsen    | Margot Boer               | Marianne Timmer           |
| 2011 | Heerenveen | Marrit Leenstra      | Margot Boer               | Laurine van Riessen       |
| 2012 | Heerenveen | Thijsje Oenema       | Marrit Leenstra           | Ireen Wüst                |
| 2013 | Heerenveen | Marrit Leenstra      | Lotte van Beek            | Diane Valkenburg          |
| 2014 | Heerenveen | Marrit Leenstra      | Ireen Wüst                | Lotte van Beek            |
| 2015 | Heerenveen | Marrit Leenstra      | Ireen Wüst                | Laurine van Riessen       |
| 2016 | Heerenveen | Jorien ter Mors      | Marrit Leenstra           | Ireen Wüst                |
| 2017 | Heerenveen | Jorien ter Mors      | Marrit Leenstra           | Ireen Wüst                |
| 2018 | Heerenveen | Jorien ter Mors      | Marrit Leenstra           | Ireen Wüst                |
| 2019 | Heerenveen | Ireen Wüst           | Antoinette de Jong        | Jutta Leerdam             |
| 2020 | Heerenveen | Jutta Leerdam        | Letitia de Jong           | Ireen Wüst                |
| 2021 | Heerenveen | Jutta Leerdam        | Femke Kok                 | Ireen Wüst                |
| 2022 | Heerenveen | Jutta Leerdam        | Femke Kok                 | Ireen Wüst                |
| 2023 | Heerenveen | Jutta Leerdam        | Antoinette Rijpma-de Jong | Michelle de Jong          |
| 2024 | Heerenveen | Jutta Leerdam        | Antoinette Rijpma-de Jong | Isabel Grevelt            |
| 2025 | Heerenveen | Jutta Leerdam        | Femke Kok                 | Antoinette Rijpma-de Jong |

### 1500 meter
| Jaar | Plaats     | Goud                      | Zilver               | Brons                            |
| ---- | ---------- | ------------------------- | -------------------- | -------------------------------- |
| 1987 | Utrecht    | Yvonne van Gennip         | Petra Moolhuizen     | Ingrid Paul                      |
| 1988 | Heerenveen | Yvonne van Gennip         | Marieke Stam         | Grietje Mulder                   |
| 1989 | Heerenveen | Yvonne van Gennip         | Ingrid Paul          | Marieke Stam                     |
| 1990 | Heerenveen | Herma Meijer              | Marieke Stam         | Jolanda Grimbergen               |
| 1991 | Haarlem    | Lia van Schie             | Marieke Stam         | Herma Meijer                     |
| 1992 | Heerenveen | Sandra Voetelink          | Yvonne van Gennip    | Lia van Schie                    |
| 1993 | Deventer   | Barbara de Loor           | Carla Zijlstra       | Leontine van Meggelen            |
| 1994 | Heerenveen | Annamarie Thomas          | Tonny de Jong        | Carla Zijlstra                   |
| 1995 | Den Haag   | Annamarie Thomas          | Tonny de Jong        | Renate Groenewold                |
| 1996 | Groningen  | Marieke Wijsman           | Marianne Timmer      | Sandra 't Hart                   |
| 1997 | Den Haag   | Judith Straathof          | Frouke Oonk          | Martine Oosting                  |
| 1998 | Heerenveen | Annamarie Thomas          | Marianne Timmer      | Tonny de Jong                    |
| 1999 | Groningen  | Barbara de Loor           | Tonny de Jong        | Annamarie Thomas                 |
| 2000 | Deventer   | Wieteke Cramer            | Sandra 't Hart       | Barbara de Loor                  |
| 2001 | Den Haag   | Renate Groenewold         | Barbara de Loor      | Tonny de Jong                    |
| 2002 | Groningen  | Tonny de Jong             | Marianne Timmer      | Frédérique Ankoné                |
| 2003 | Utrecht    | Renate Groenewold         | Annamarie Thomas     | Barbara de Loor                  |
| 2004 | Heerenveen | Annamarie Thomas          | Marja Vis            | Marianne Timmer                  |
| 2005 | Assen      | Renate Groenewold         | Marianne Timmer      | Frédérique Ankoné                |
| 2006 | Heerenveen | Ireen Wüst                | Paulien van Deutekom | Renate Groenewold                |
| 2007 | Assen      | Ireen Wüst                | Renate Groenewold    | Paulien van Deutekom             |
| 2008 | Heerenveen | Paulien van Deutekom      | Ireen Wüst           | Diane Valkenburg Marrit Leenstra |
| 2009 | Heerenveen | Paulien van Deutekom      | Ireen Wüst           | Marrit Leenstra                  |
| 2010 | Heerenveen | Annette Gerritsen         | Ireen Wüst           | Diane Valkenburg                 |
| 2011 | Heerenveen | Ireen Wüst                | Marrit Leenstra      | Laurine van Riessen              |
| 2012 | Heerenveen | Ireen Wüst                | Marrit Leenstra      | Diane Valkenburg                 |
| 2013 | Heerenveen | Ireen Wüst                | Lotte van Beek       | Marrit Leenstra                  |
| 2014 | Heerenveen | Jorien ter Mors           | Lotte van Beek       | Ireen Wüst                       |
| 2015 | Heerenveen | Ireen Wüst                | Marrit Leenstra      | Antoinette de Jong               |
| 2016 | Heerenveen | Jorien ter Mors           | Ireen Wüst           | Marrit Leenstra                  |
| 2017 | Heerenveen | Ireen Wüst                | Jorien ter Mors      | Marrit Leenstra                  |
| 2018 | Heerenveen | Jorien ter Mors           | Ireen Wüst           | Marrit Leenstra                  |
| 2019 | Heerenveen | Ireen Wüst                | Antoinette de Jong   | Melissa Wijfje                   |
| 2020 | Heerenveen | Melissa Wijfje            | Ireen Wüst           | Joy Beune                        |
| 2021 | Heerenveen | Jorien ter Mors           | Antoinette de Jong   | Melissa Wijfje                   |
| 2022 | Heerenveen | Antoinette de Jong        | Ireen Wüst           | Jutta Leerdam                    |
| 2023 | Heerenveen | Antoinette Rijpma-de Jong | Marijke Groenewoud   | Jutta Leerdam                    |
| 2024 | Heerenveen | Joy Beune                 | Marijke Groenewoud   | Antoinette Rijpma-de Jong        |
| 2025 | Heerenveen | Marijke Groenewoud        | Joy Beune            | Antoinette Rijpma-de Jong        |

### 3000 meter
| Jaar | Plaats     | Goud                      | Zilver                 | Brons                 |
| ---- | ---------- | ------------------------- | ---------------------- | --------------------- |
| 1987 | Den Haag   | Yvonne van Gennip         | Marieke Stam           | Petra Moolhuizen      |
| 1988 | Heerenveen | Yvonne van Gennip         | Ingrid Paul            | Ria Visser            |
| 1989 | Heerenveen | Marieke Stam              | Yvonne van Gennip      | Hanneke de Vries      |
| 1990 | Heerenveen | Hanneke de Vries          | Lia van Schie          | Jolanda Grimbergen    |
| 1991 | Haarlem    | Lia van Schie             | Jolanda Grimbergen     | Hanneke de Vries      |
| 1992 | Heerenveen | Yvonne van Gennip         | Carla Zijlstra         | Lia van Schie         |
| 1993 | Deventer   | Carla Zijlstra            | Ingrid van der Voort   | Barbara de Loor       |
| 1994 | Heerenveen | Carla Zijlstra            | Annamarie Thomas       | Barbara de Loor       |
| 1995 | Den Haag   | Carla Zijlstra            | Annamarie Thomas       | Lia van Schie         |
| 1996 | Groningen  | Tonny de Jong             | Barbara de Loor        | Sandra 't Hart        |
| 1997 | Den Haag   | Martine Oosting           | Marja Vis              | Roos Dieleman         |
| 1998 | Heerenveen | Tonny de Jong             | Carla Zijlstra         | Annamarie Thomas      |
| 1999 | Groningen  | Tonny de Jong             | Carla Zijlstra         | Barbara de Loor       |
| 2000 | Deventer   | Marja Vis                 | Barbara de Loor        | Wieteke Cramer        |
| 2001 | Den Haag   | Renate Groenewold         | Tonny de Jong          | Barbara de Loor       |
| 2002 | Groningen  | Tonny de Jong             | Marja Vis              | Frédérique Ankoné     |
| 2003 | Utrecht    | Barbara de Loor           | Jenita Hulzebosch-Smit | Renate Groenewold     |
| 2004 | Heerenveen | Renate Groenewold         | Gretha Smit            | Barbara de Loor       |
| 2005 | Assen      | Gretha Smit               | Renate Groenewold      | Moniek Kleinsman      |
| 2006 | Heerenveen | Ireen Wüst                | Renate Groenewold      | Moniek Kleinsman      |
| 2007 | Assen      | Renate Groenewold         | Ireen Wüst             | Paulien van Deutekom  |
| 2008 | Heerenveen | Renate Groenewold         | Gretha Smit            | Paulien van Deutekom  |
| 2009 | Heerenveen | Renate Groenewold         | Paulien van Deutekom   | Lisette van der Geest |
| 2010 | Heerenveen | Ireen Wüst                | Renate Groenewold      | Diane Valkenburg      |
| 2011 | Heerenveen | Ireen Wüst                | Marrit Leenstra        | Marije Joling         |
| 2012 | Heerenveen | Pien Keulstra             | Diane Valkenburg       | Ireen Wüst            |
| 2013 | Heerenveen | Diane Valkenburg          | Ireen Wüst             | Jorien ter Mors       |
| 2014 | Heerenveen | Ireen Wüst                | Jorien ter Mors        | Antoinette de Jong    |
| 2015 | Heerenveen | Ireen Wüst                | Jorien Voorhuis        | Carlijn Achtereekte   |
| 2016 | Heerenveen | Ireen Wüst                | Antoinette de Jong     | Jorien Voorhuis       |
| 2017 | Heerenveen | Ireen Wüst                | Antoinette de Jong     | Yvonne Nauta          |
| 2018 | Heerenveen | Antoinette de Jong        | Ireen Wüst             | Irene Schouten        |
| 2019 | Heerenveen | Antoinette de Jong        | Ireen Wüst             | Carlijn Achtereekte   |
| 2020 | Heerenveen | Esmee Visser              | Irene Schouten         | Carlijn Achtereekte   |
| 2021 | Heerenveen | Irene Schouten            | Reina Anema            | Antoinette de Jong    |
| 2022 | Heerenveen | Irene Schouten            | Antoinette de Jong     | Carlijn Achtereekte   |
| 2023 | Heerenveen | Antoinette Rijpma-de Jong | Joy Beune              | Irene Schouten        |
| 2024 | Heerenveen | Irene Schouten            | Marijke Groenewoud     | Elisa Dul             |
| 2025 | Heerenveen | Marijke Groenewoud        | Merel Conijn           | Joy Beune             |

### 5000 meter
| Jaar | Plaats     | Goud                   | Zilver                 | Brons                  |
| ---- | ---------- | ---------------------- | ---------------------- | ---------------------- |
| 1987 | Utrecht    | Yvonne van Gennip      | Marieke Stam           | Hanneke de Vries       |
| 1988 | Heerenveen | Yvonne van Gennip      | Grietje Mulder         | Marieke Stam           |
| 1989 | Heerenveen | Yvonne van Gennip      | Marieke Stam           | Hanneke de Vries       |
| 1990 | Heerenveen | Hanneke de Vries       | Jolanda Grimbergen     | Lia van Schie          |
| 1991 | Haarlem    | Lia van Schie          | Hanneke de Vries       | Esmeralda Ossendrijver |
| 1992 | Heerenveen | Carla Zijlstra         | Lia van Schie          | Yvonne van Gennip      |
| 1993 | Deventer   | Carla Zijlstra         | Tina Huisman           | Barbara de Loor        |
| 1994 | Heerenveen | Carla Zijlstra         | Tonny de Jong          | Barbara de Loor        |
| 1995 | Den Haag   | Carla Zijlstra         | Tonny de Jong          | Annamarie Thomas       |
| 1996 | Groningen  | Tonny de Jong          | Martine Oosting        | Sandra 't Hart         |
| 1997 | Den Haag   | Martine Oosting        | Marja Vis              | Sandra de Ronde        |
| 1998 | Heerenveen | Carla Zijlstra         | Tonny de Jong          | Renate Groenewold      |
| 1999 | Groningen  | Carla Zijlstra         | Renate Groenewold      | Barbara de Loor        |
| 2000 | Deventer   | Barbara de Loor        | Marja Vis              | Carien Kleibeuker      |
| 2001 | Den Haag   | Marja Vis              | Renate Groenewold      | Wieteke Cramer         |
| 2002 | Groningen  | Tonny de Jong          | Martine Oosting        | Marja Vis              |
| 2003 | Utrecht    | Jenita Hulzebosch-Smit | Barbara de Loor        | Helen van Goozen       |
| 2004 | Heerenveen | Gretha Smit            | Jenita Hulzebosch-Smit | Renate Groenewold      |
| 2005 | Assen      | Jenita Hulzebosch-Smit | Gretha Smit            | Moniek Kleinsman       |
| 2006 | Heerenveen | Carien Kleibeuker      | Renate Groenewold      | Gretha Smit            |
| 2007 | Assen      | Gretha Smit            | Tessa van Dijk         | Carien Kleibeuker      |
| 2008 | Heerenveen | Gretha Smit            | Diane Valkenburg       | Mireille Reitsma       |
| 2009 | Heerenveen | Renate Groenewold      | Gretha Smit            | Lisette van der Geest  |
| 2010 | Heerenveen | Renate Groenewold      | Moniek Kleinsman       | Gretha Smit            |
| 2011 | Heerenveen | Moniek Kleinsman       | Carlijn Achtereekte    | Marije Joling          |
| 2012 | Heerenveen | Pien Keulstra          | Carlijn Achtereekte    | Annouk van der Weijden |
| 2013 | Heerenveen | Marije Joling          | Diane Valkenburg       | Rixt Meijer            |
| 2014 | Heerenveen | Yvonne Nauta           | Carien Kleibeuker      | Antoinette de Jong     |
| 2015 | Heerenveen | Carien Kleibeuker      | Carlijn Achtereekte    | Jorien Voorhuis        |
| 2016 | Heerenveen | Carien Kleibeuker      | Irene Schouten         | Lisa van der Geest     |
| 2017 | Heerenveen | Carien Kleibeuker      | Antoinette de Jong     | Carlijn Achtereekte    |
| 2018 | Heerenveen | Antoinette de Jong     | Carien Kleibeuker      | Carlijn Achtereekte    |
| 2019 | Heerenveen | Esmee Visser           | Carien Kleibeuker      | Carlijn Achtereekte    |
| 2020 | Heerenveen | Esmee Visser           | Irene Schouten         | Carlijn Achtereekte    |
| 2021 | Heerenveen | Irene Schouten         | Reina Anema            | Carlijn Achtereekte    |
| 2022 | Heerenveen | Irene Schouten         | Sanne in 't Hof        | Carlijn Achtereekte    |
| 2023 | Heerenveen | Irene Schouten         | Sanne in 't Hof        | Marijke Groenewoud     |
| 2024 | Heerenveen | Irene Schouten         | Joy Beune              | Sanne in 't Hof        |
| 2025 | Heerenveen | Merel Conijn           | Sanne in 't Hof        | Marijke Groenewoud     |

### Ranglijst
Bijgewerkt tot en met NK Afstanden 2024.
| Rang  | Schaatsster               | Goud | Zilver | Brons | Totaal |
| ----- | ------------------------- | ---- | ------ | ----- | ------ |
| 1     | Ireen Wüst                | 18   | 13     | 10    | 41     |
| 2     | Christine Aaftink         | 12   | 4      | 3     | 19     |
| 3     | Marianne Timmer           | 11   | 14     | 6     | 31     |
| 4     | Renate Groenewold         | 10   | 10     | 5     | 24     |
| 5     | Yvonne van Gennip         | 9    | 4      | 1     | 14     |
| "     | Carla Zijlstra            | 9    | 4      | 1     | 14     |
| 7     | Jorien ter Mors           | 9    | 2      | 1     | 12     |
| 8     | Tonny de Jong             | 7    | 8      | 3     | 18     |
| 9     | Jutta Leerdam             | 7    | 3      | 4     | 14     |
| 10    | Irene Schouten            | 7    | 3      | 2     | 12     |
| 11    | Antoinette Rijpma-de Jong | 6    | 9      | 5     | 20     |
| 12    | Andrea Nuyt               | 6    | 3      | 5     | 14     |
| 13    | Margot Boer               | 5    | 7      | 0     | 12     |
| 14    | Annette Gerritsen         | 5    | 4      | 4     | 13     |
| 15    | Marrit Leenstra           | 4    | 10     | 7     | 21     |
| 16    | Annamarie Thomas          | 4    | 5      | 6     | 15     |
| 17    | Barbara de Loor           | 4    | 4      | 10    | 18     |
| 18    | Gretha Smit               | 4    | 4      | 2     | 10     |
| 19    | Carien Kleibeuker         | 4    | 3      | 2     | 9      |
| 20    | Paulien van Deutekom      | 4    | 2      | 3     | 9      |
| 21    | Ingrid Haringa            | 4    | 0      | 0     | 4      |
| 22    | Femke Kok                 | 3    | 3      | 1     | 7      |
| 23    | Lia van Schie             | 3    | 2      | 4     | 9      |
| 24    | Thijsje Oenema            | 3    | 1      | 2     | 6      |
| 25    | Judith Straathof          | 3    | 0      | 0     | 3      |
| “     | Esmee Visser              | 3    | 0      | 0     | 3      |
| 27    | Marja Vis                 | 2    | 5      | 1     | 8      |
| 28    | Herma Meijer              | 2    | 2      | 3     | 7      |
| 29    | Martine Oosting           | 2    | 2      | 1     | 5      |
| 30    | Jenita Hulzebosch-Smit    | 2    | 2      | 0     | 4      |
| 31    | Hanneke de Vries          | 2    | 1      | 4     | 7      |
| 32    | Sandra Zwolle             | 2    | 0      | 6     | 8      |
| 33    | Pien Keulstra             | 2    | 0      | 0     | 2      |
| 34    | Marieke Stam              | 1    | 9      | 3     | 13     |
| 35    | Diane Valkenburg          | 1    | 3      | 5     | 9      |
| 36    | Sandra Voetelink          | 1    | 3      | 2     | 6      |
| 37    | Joy Beune                 | 1    | 2      | 1     | 4      |
| 38    | Moniek Kleinsman          | 1    | 1      | 3     | 5      |
| 39    | Petra Moolhuizen          | 1    | 1      | 1     | 3      |
| 40    | Janine Smit               | 1    | 1      | 0     | 2      |
| 41    | Wieteke Cramer            | 1    | 0      | 2     | 3      |
| “     | Marije Joling             | 1    | 0      | 2     | 3      |
| “     | Melissa Wijfje            | 1    | 0      | 2     | 3      |
| 44    | Yvonne Nauta              | 1    | 0      | 1     | 2      |
| “     | Marieke Wijsman           | 1    | 0      | 0     | 1      |
| 46    | Frouke Oonk               | 0    | 4      | 1     | 5      |
| 47    | Carlijn Achtereekte       | 0    | 3      | 10    | 13     |
| 48    | Lotte van Beek            | 0    | 3      | 1     | 4      |
| "     | Marijke Groenewoud        | 0    | 3      | 1     | 4      |
| 50    | Letitia de Jong           | 0    | 3      | 0     | 3      |
| 51    | Laurine van Riessen       | 0    | 2      | 4     | 6      |
| 52    | Anita Loorbach            | 0    | 2      | 3     | 5      |
| 53    | Jolanda Grimbergen        | 0    | 2      | 2     | 4      |
| 54    | Ingrid Paul               | 0    | 2      | 1     | 3      |
| "     | Sanne in 't Hof           | 0    | 2      | 1     | 3      |
| 56    | Reina Anema               | 0    | 2      | 0     | 2      |
| 57    | Sandra 't Hart            | 0    | 1      | 4     | 5      |
| 58    | Jorien Voorhuis           | 0    | 1      | 2     | 3      |
| 59    | Grietje Mulder            | 0    | 1      | 1     | 2      |
| "     | Renske Vellinga           | 0    | 1      | 1     | 2      |
| 61    | Anja Bollaart             | 0    | 1      | 0     | 1      |
| "     | Floor van den Brandt      | 0    | 1      | 0     | 1      |
| "     | Tessa van Dijk            | 0    | 1      | 0     | 1      |
| "     | Tina Huisman              | 0    | 1      | 0     | 1      |
| "     | Ingrid van der Voort      | 0    | 1      | 0     | 1      |
| 66    | Frédérique Ankoné         | 0    | 0      | 3     | 3      |
| "     | Yvonne Leever             | 0    | 0      | 3     | 3      |
| "     | Leontine van Meggelen     | 0    | 0      | 3     | 3      |
| "     | Michelle de Jong          | 0    | 0      | 3     | 3      |
| 70    | Lisette van der Geest     | 0    | 0      | 2     | 2      |
| "     | Marrit Fledderus          | 0    | 0      | 2     | 2      |
| 72-89 | Natasja Bruintjes         | 0    | 0      | 1     | 1      |
| 72-89 | Anice Das                 | 0    | 0      | 1     | 1      |
| 72-89 | Roos Dieleman             | 0    | 0      | 1     | 1      |
| 72-89 | Lisa van der Geest        | 0    | 0      | 1     | 1      |
| 72-89 | Helen van Goozen          | 0    | 0      | 1     | 1      |
| 72-89 | Christine Heins           | 0    | 0      | 1     | 1      |
| 72-89 | Rixt Meijer               | 0    | 0      | 1     | 1      |
| 72-89 | Sanneke de Neeling        | 0    | 0      | 1     | 1      |
| 72-89 | Esmeralda Ossendrijver    | 0    | 0      | 1     | 1      |
| 72-89 | Marga Preuter             | 0    | 0      | 1     | 1      |
| 72-89 | Mireille Reitsma          | 0    | 0      | 1     | 1      |
| 72-89 | Sandra de Ronde           | 0    | 0      | 1     | 1      |
| 72-89 | Sanne van der Star        | 0    | 0      | 1     | 1      |
| 72-89 | Ria Visser                | 0    | 0      | 1     | 1      |
| 72-89 | Annouk van der Weijden    | 0    | 0      | 1     | 1      |
| 72-89 | Bo van der Werff          | 0    | 0      | 1     | 1      |
| 72-89 | Elisa Dul                 | 0    | 0      | 1     | 1      |
| 72-89 | Isabel Grevelt            | 0    | 0      | 1     | 1      |

 België · 
 Canada · 
 China · 
 Duitsland · 
 Finland · 
 Frankrijk · 
 Griekenland · 
 Hongarije · 
 Italië · 
 Japan · 
 Kazachstan · 
 Nederland (mannen) - (vrouwen) · 
 Noorwegen (mannen) - (vrouwen) · 
 Oekraïne · 
 Oostenrijk · 
 Polen · 
 Roemenië · 
 Rusland · 
 Tsjechië · 
 Verenigde Staten · 
 Wit-Rusland · 
 Zuid-Korea · 
 Zweden · 
 Zwitserland
 Nederlandse kampioenschappen schaatsen

Afstanden
mannen - vrouwen · 
Allround
mannen - vrouwen · 
Sprint
mannen - vrouwen